# Plastic Bertrand
Plastic Bertrand (születési nevén Roger François Jouret, Brüsszel, 1954. február 24.) belga zenész, dalszerző, producer, szerkesztő és műsorvezető. Legismertebb dala az 1978-as Ça plane pour moi, ami több ország slágerlistájára is felkerült, és a svéd énekesnő, Leila K is feldolgozta.

## Élete
Brüsszelben született, francia apa és ukrán anya gyerekeként. Kilenc éves korában a belga cserkészekkel együtt megalapította saját együttesét, "Buffalo Scouts Band" néven. Az együttes Rolling Stones-feldolgozásokat játszott. Ezután új együttest alapított, The Pelicans néven, akik bulikban játszottak. Később megváltoztatták a nevüket Passing the Time-ra, ekkor már bárokban, klubokban és fesztiválokon is játszottak. Később a Radio Veronica nevű kalózrádió is felfogadta.
Ezt követően folytatta tanulmányait a zeneakadémián, ahol zeneelméletet tanult, illetve ütős hangszereken játszani tanult. Miközben arra várt, hogy bebocsátást nyerjen a Hágai Királyi Zenekonzervatóriumba, egy évig az Institut Saint-Luc tanulója volt, ahol tervezni tanult.
1973-ban belépett a Konzervatóriumba, hogy zeneelméletet és zenetörténelmet tanuljon, valamint ütős hangszereken játszani. 1974-ben alapította meg Hubble Bubble nevű zenekarát. 1978-ban megjelent az első nagylemezük. Jouret a dalszerző, énekes és dobos volt, "Roger Junior" művésznéven. A zenekar basszusgitárosa egy balesetben elhunyt, így az együttes feloszlott.
A Hubble Bubble menedzsere, Bernard Schol bemutatta Jouret-t Lou Deprijck zenésznek, aki akkor készítette el a "Ça plane pour moi"-t.
1977-ben indult szóló karrierje a Ça plane pour moi című dallal, amelyet igazából Lou Deprijck szerzett a brüsszeli Morgan Stúdióban. Bertrand mindössze 0.5%-át kapta meg a szerzői jogdíjak. Pár hónappal korábban Deprijck kollaborált Elton Motello zenésszel, aki angol szöveget írt a dalnak, és Jet Boy, Jet Girl néven rögzítette.
Ezt követően turnézott Európában, Japánban, Ausztráliában és Észak-Amerikában is Lou Deprijckkel együtt. Ő azon kevés francia nyelvű előadók egyike volt, akik feltűntek a Billboard listán. Több tévéműsorban is megjelent. Plastic Bertrand első három albumán viszont Deprijck énekelt, nem Jouret.
1982 és 1985 között Milánóban élt. A nyolcvanas években filmekben is szerepelt, és filmzenét is szerzett.
1987-ben Luxemburg színeiben lépett fel az Eurovíziós Dalfesztiválon az Amour Amour című dallal. A dal viszont csak 4 pontot szerzett.
2010 júliusában, egy bírósági tárgyaláson beismerte, hogy nem ő énekelt a korai, Plastic Bertrand néven megjelent albumokon, így a Ça plane pour moi-t sem ő énekelte (korábban tagadta a vádat).

## Diszkográfia
Stúdióalbumok 
- 1978 AN1 (amc Records)
- 1979 J'te fais un plan (amc records)
- 1980 L' Album (amc Records)
- 1981 Plastiquez vos baffles (amc Records)
- 1981 Grands succès/Greatest Hits (amc Records)
- 1983 Chat va...Et Toi? (amc Records)
- 1988 Pix
- 1994 Suite diagonale
- 2002 Ultraterrestre (RM Records)
- 2009 Dandy Bandit (MMD Records)

### Kislemezek
- 1975: "New Promotion/You'll Be The One"
- 1977: "Ça plane pour moi/Pogo Pogo"
- 1978: "Bambino/Le Petit Tortillard"
- 1978: "Super Cool/Affection"
- 1978: "Sha La La La Lee/Naif Song"
- 1978: "Tout petit la planète/C'est le Rock'N'Roll"
- 1979: "Tout petit la planète /J'te fais un plan/Hit 87"
- 1979: "Sentimentale-moi/Ouais Ouais Ouais Ouais"
- 1979: "Sentimental me/Sentimentale-moi"
- 1979: "Le Monde est merveilleux/ J'te fais un plan"
- 1979: "Sans Amour/Plastic Boy"
- 1979: "Téléphone à téléphone mon bijou/Stop ou encore"
- 1980: "Téléphone à téléphone mon bijou /Kangourou Kangourou"
- 1980: "Hula Hoop/Amoureux fou de toi"
- 1981: "Jaques Cousteau/Paradis"
- 1981: "La Star à pécole/Baby Doll/Coeur D'acier"
- 1982: "L'amour Ok/New York/Coeur d'acier/Stop ou encore"
- 1982: "Ping Pong/Coeur D'Acier"
- 1982: "Duo Avec Nathalie"
- 1983: "Arret d'autobus/Mon Nez, mon nez"
- 1983: "Chat/Fou des Fifties"
- 1983: "Major Tom/Miss Italie"
- 1983: "Gueule d'amour/Down Town"
- 1985: "Astérix est Là/Le Secret du druide"
- 1986: "Je l'jure/La Fille du premier rang"
- 1986: "Let's Slow Again/Toujours plus haut"
- 1987: "Amour, Amour"
- 1988: "Démente a la menthe"
- 1989: "Slave to the Beat/Plastiiic Acid Mix"
- 1990: "Sex Tabou"
- 1990: "House Machine/Club Control" (feat. Plastic Bertrand)
- 1994: "Les Joueurs de Tchik Tchik"
- 2002: "Play Boy/Canape"
- 2003: "Plastcubration/Tous, Touchez-vous"
- 2005: "Machine/Remixes"